# Morotripta fatigata
Morotripta fatigata is een vlinder uit de familie van de dominomotten (Autostichidae). De wetenschappelijke naam van de soort werd in 1917 gepubliceerd door Edward Meyrick.